# Trachelospermum
Genre
Trachelospermum est un genre de plantes à fleurs de la famille des Apocynaceae, d'origine asiatique.

## Étymologie
Le terme Trachelospermum est composé des étymons grecs trachelos τραχελος « col », et sperma σπερμα « semence, graine », allusion à la forme des graines, allongé-rétrécies au sommet et terminées par une aigrette.

## Description
Les Trachelospermum sont des lianes ligneuses, exsudant un latex blanc.
Les feuilles sont simples et opposées.
Les fleurs actinomorphes, blanches ou pourprées, 5-mères, sont groupées en cymes. Le calice est petit et porte à la base 5-10 glandes. La corolle est formée d'un tube cylindrique, dilaté au niveau d'insertion des étamines, terminé par 5 lobes. Les 5 étamines sont insérées au niveau du tiers inférieur du tube de la corolle ; les anthères sont sagittées, connées (soudées), adhérentes à la tête du pistil. Le réceptacle forme un disque nectarifère à 5 écailles. Le gynécée est réduit à deux carpelles libres. Les graines linaires-oblongues portent une aigrette blanche. Les cotylédons sont linaires, plats.

## Espèces
Le genre comporte environ 15 espèces.
Le Catalogue of Life, répertorie les espèces suivantes :
- Trachelospermum asiaticum (Siebold & Zuccarini) Nakai
- Trachelospermum assamense R.E. Woodson
- Trachelospermum axillare J. D. Hooker
- Trachelospermum bodinieri (H. Léveillé) Woodson
- Trachelospermum brevistylum Handel-Mazzetti
- Trachelospermum dunnii (H. Léveillé) H. Léveillé
- Trachelospermum gracilipes Hook. f.
- Trachelospermum inflatum (Bl.) Pierre ex Pichon
- Trachelospermum jasminoides (Lindley) Lemaire
- Trachelospermum lucidum (D. Don) Schum.
- Trachelospermum ninhii T.D. Ly
- Trachelospermum vanoverberghii Merr.